# Susanna de la Croix
Pour les articles homonymes, voir van Os.
Susanna van Os, née Susanna de la Croix le 31 décembre 1755 à Amsterdam et morte le 13 avril 1789 à La Haye, est une peintre hollandaise.

## Biographie
Susanna de la Croix est née en 1755 à Amsterdam. Elle est la fille du peintre Pierre Frédéric de la Croix (en) qui a réalisé son portrait. Elle épouse le peintre de natures mortes Jan van Os en 1775. Le couple a trois enfants qui deviennent tous des peintres : Pieter, Maria et Georgius.
Elle meurt à La Haye. Il ne subsiste qu'une seule peinture signée, mais elle est datée de 1793, donc après sa mort.